# Helen Kane
Pour les articles homonymes, voir Kane.
Helen Kane, nom de scène d'Helen Clare Schroeder, née le 4 août 1904 et morte le 26 septembre 1966, fut une chanteuse populaire américaine, connue pour la phrase fétiche « boop-boop-a-doop » qu'elle reprit de Baby Esther et s'attribua. Elle est également connue pour sa chanson I Wanna Be Loved by You reprise par Marilyn Monroe.

## Biographie

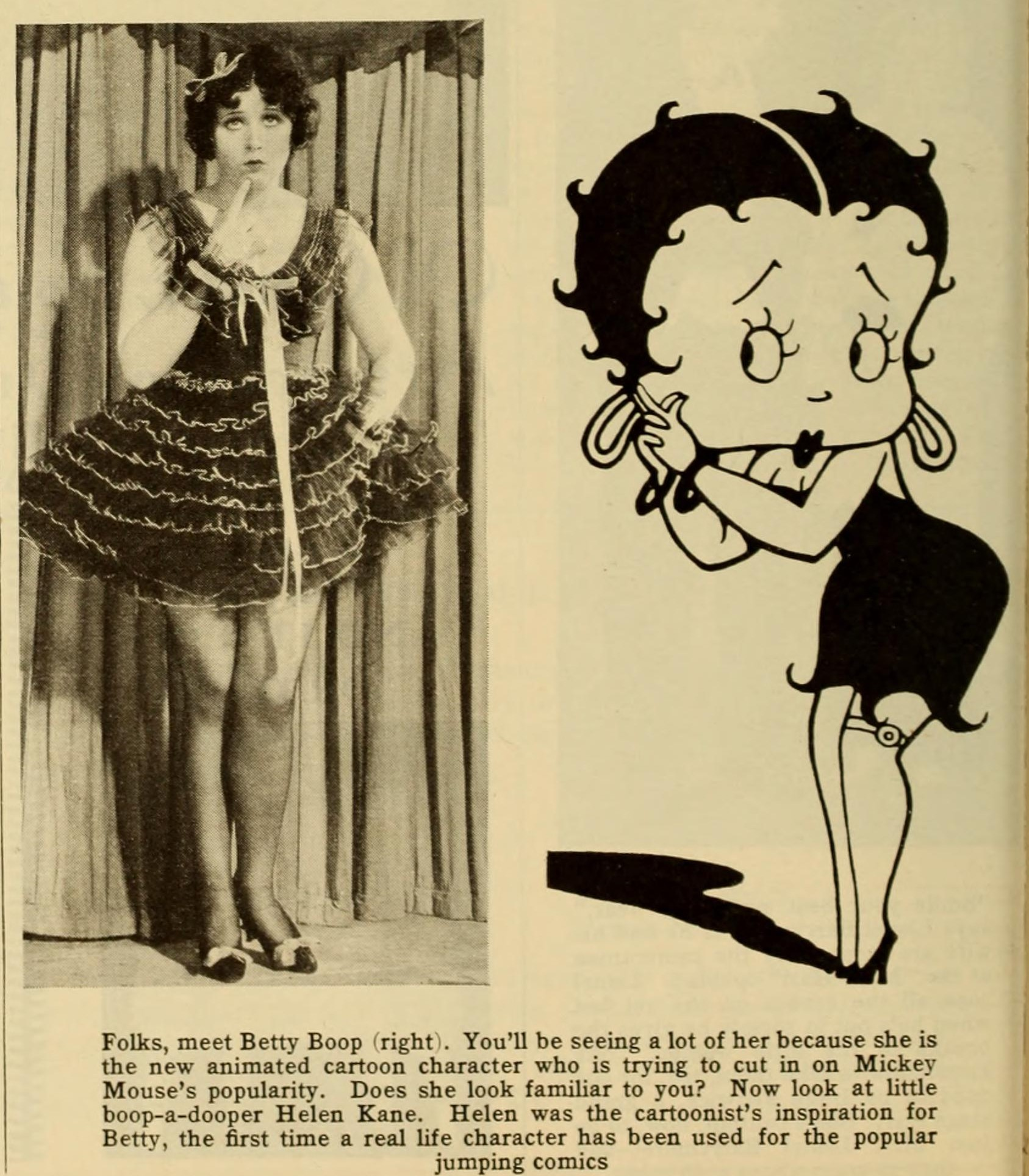
Comparaison entre Helen Kane et Betty Boop publiée dans le numéro d'avril 1932 de Photoplay, un mois avant l'action en justice.

Helen Kane est née d'un père germano-américain et d'une mère irlando-américaine à New York.
Elle est aussi la première interprète de la chanson He's So Unusual reprise sur l'album She's So Unusual de Cyndi Lauper.
Grim Natwick, l'animateur des Fleischer Studios, aurait utilisé Helen Kane (ainsi que Clara Bow) comme modèle pour la création la plus célèbre du studio, Betty Boop.
Helen Kane lui fit un procès en 1932, réclamant 250 000 $ pour cette utilisation parodique de son image, mais fut déboutée. En effet, d'autres chanteuses à l'époque adoptaient un style similaire, et Helen Kane elle-même avait plagié la chanteuse noire Baby Esther pour son « Boop-oop-a-doop ».

## Filmographie
- 1929 : Grande Chérie (Sweetie) de Frank Tuttle : Helen Fry
- 1929 : Nothing But the Truth de Victor Schertzinger avec Richard Dix
- 1929 : Grande Chérie (Sweetie) avec Nancy Carroll et Jack Oakie
- 1929 : Pointed Heels avec William Powell et Fay Wray
- 1930 : Paramount on Parade
- 1930 : Dangerous Nan McGrew avec Stuart Erwin, Frank Morgan et Victor Moore
- 1930 : Heads Up! avec Buddy Rogers et Victor Moore
- 1931 : A Lesson in Love